# 細野武男
細野 武男（ほその たけお、1912年6月28日 - 1994年9月19日）は、日本の法学者。専門は法社会学。学校法人立命館総長・立命館大学学長、京都橘女子大学学長など歴任。

## 来歴
岐阜県揖斐郡揖斐町（現・揖斐川町）出身。旧制松本高文科甲類在学中から農民運動・教育運動に参加。治安維持法違反での検挙歴（1933年、二・四事件）がある。1934年、東京帝国大学文学部社会学科に入学し、理論社会学を専攻。卒業論文テーマは「ジンメルの貨幣哲学」であった。
大学卒業後、東洋経済新報社に入社するが石橋湛山と衝突し退社。その後、財団法人日本貿易振興協会日本貿易研究所に入所し米国経済史の研究に注力。しかし同研究所もまもなく閉鎖され、1947年兵庫県立労働研究所に移籍。同研究所研究部長に就任した。
1948年、末川博に請われ立命館大学に移籍。当初は法学部講師・教授として、主に法社会学の授業を担当していたが、1965年に産業社会学部が設置されると同学部初代学部長に就任した。一時、立命館中学校・高等学校の校長を務めるが、武藤守一総長の急死を受け1970年に学校法人立命館総長に就任、1978年まで二期務めた。

## 主な著書・訳書
- 『社会学の反省 第三の社会理論・社会学』（1949年、法律文化社）
- 『人間と社会 近代社会科学の現状と動向』（1951年、法律文化社）
- 『社会学入門』（1966年、共著・法律文化社）
- 『アメリカ経済史』 E.L.ボガート（1941年、生活社）
- 『自由と文化』J.デューイ（1951年、法律文化社）
- 『社会学的法学』 R.バウンド（1957年、法律文化社）
- 『講座・現代の社会学』（1975年、法律文化社）